# Haloragis
Haloragis J.R.Forst. & G.Forst. – rodzaj roślin należący do rodziny wodnikowatych (Haloragaceae R. Br.). Obejmuje co najmniej 6 gatunków występujących naturalnie w Australii oraz na wyspach w południowej części Oceanu Spokojnego.

## Systematyka
Pozycja systematyczna według APweb (aktualizowany system APG IV z 2016)
Należy do rodziny wodnikowatych Haloragaceae tworzącej grupę siostrzaną dla rodziny Penthoraceae, wraz z którą wchodzą w skład rzędu skalnicowców.
Pozycja w systemie Reveala (1993-1999)
Gromada okrytonasienne (Magnoliophyta Cronquist), podgromada Magnoliophytina Frohne & U. Jensen ex Reveal, klasa Rosopsida Batsch, podklasa różowe (Rosidae Takht.), nadrząd Podostemanae R. Dahlgren ex Reveal, rząd wodnikowce (Haloragales Bromhead), podrząd Haloragineae Engl., rodzina wodnikowate (Haloragaceae R. Br. in Flinders).
Wykaz gatunków
- Haloragis aspera Lindl.
- Haloragis erecta (Murray) Oken
- Haloragis masatierrana Skottsb.
- Haloragis platycarpa Benth.
- Haloragis stricta R.Br. ex Benth.
- Haloragis tenuifolia Benth.